# A Cor do Som
A Cor do Som é um grupo brasileiro que se criou a partir do séquito dos músicos que acompanhavam Moraes Moreira após a sua saída dos Novos Baianos. Originalmente esse era o nome de um subgrupo derivado da banda Novos Baianos e cujos membros moravam juntos e realizavam experimentos musicais, trazendo elementos da Bahia ou  samba, rock, frevo, choro e baião. O nome do grupo foi sugerido por Caetano Veloso e inspirado por uma música de Moraes Moreira e Luiz Galvão.

## História
Após um período como um subgrupo dos Novos Baianos, A Cor do Som passou a acompanhar Moraes Moreira em sua carreira solo em 1975. Posteriormente, em  meados de 1977, iniciaram suas atividades de forma autônoma. Experimentando novos padrões de som, valeu-se das vivências anteriores com Moraes Moreira, Pepeu Gomes, entre outros, sendo considerado um movimento pós-tropicalista.[carece de fontes?]
Em seu primeiro disco homônimo (WEA 1977), tinha como integrantes Dadi Carvalho (ex-Novos baianos e Jorge Ben) no baixo, seu irmão Mú Carvalho (ex-A Banda do Zé Pretinho) nos teclados, Gustavo Schroeter (ex-A Bolha) na bateria e Armandinho Macêdo (trio elétrico Armandinho, Dodô & Osmar) na guitarra, bandolim, e guitarra baiana. O irmão de Dadi e Mú, Sérgio, era produtor da Polygram e tentou emplacá-los na gravadora, mas a mesma achou que o som tinha pouco apelo comercial. Mais tarde, quando André Midani fundou a WEA, eles foram chamados e assinaram um contrato de três anos. Eles ficariam um total de nove anos com a marca, uma parceria que resultou em dez discos. Um trio de percussionistas acompanhou o grupo nas gravações em São Paulo: Joãozinho, Nenê da Cuíca e Ary Dias. A partir do segundo disco, Ao Vivo em Montreux (1978), Ary (que era colega de Armandinho na sua outra banda) passa a fazer parte d'A Cor do Som oficialmente. Na época, eram influenciados por Yes, Nazareth, Santana, João Gilberto, The Rolling Stones, Egberto Gismonti, The Who, Gilberto Gil e Jethro Tull.
Misturando rock, ritmos regionais, e música clássica, foram convidados por Claude Nobs a participar do Montreux Jazz Festival, na Suíça, tornando-se o primeiro grupo musical brasileiro a participar do evento. A apresentação contou com material quase todo inédito e rendeu um disco ao vivo. No festival, eles tocaram em duas sessões: na primeira, para um público mais jovem, foram aplaudidos. Na segunda, com uma plateia mais velha, foram vaiados por não se parecerem com um grupo de jazz, e por não executarem o gênero, tampouco. O grupo fez questão de manter as vaias no registro em disco, contudo.
A partir do terceiro trabalho, Frutificar, passam a executar músicas cantadas a pedido da gravadora, e três delas estouram nas rádios:"Swingue Menina", "Abri a Porta" e "Beleza Pura".
Após o disco Mudança de Estação, de 1981, Armandinho deixa o grupo para seguir com seu projeto anterior e alçar novos rumos em carreira solo. É então substituído por Victor Biglione, que grava Magia Tropical, de 1982, e As Quatro Fases do Amor, de 1983. Em 1984, lançam novamente um disco todo instrumental intitulado Intuição, já sem Victor Biglione, mas com participações de Egberto Gismonti, Tulio Mourão e Perinho Santana. No ano seguinte, com Perinho nas guitarras, lançam Som da Cor. Em 1986, gravam Gosto do Prazer (cuja faixa–título passa a fazer parte da trilha sonora da novela Hipertensão).[carece de fontes?]
Nos anos 1980, com a explosão BRock na forma de bandas como Blitz, RPM, Os Paralamas do Sucesso, Legião Urbana, Barão Vermelho e Titãs, o grupo começa a perder espaço no mercado.
Em 1987, nova mudança: saem Perinho Santana e Gustavo Schroeter e entram Jorginho Gomes (ex-Novos Baianos) na bateria e Didi - "Claudimar Gomes" (também experiente, tendo tocado com seu irmão Pepeu Gomes e outros) no baixo, levando Dadi a assumir as guitarras. Em 1996, o grupo reúne-se com a formação original para gravar o disco A Cor do Som Ao Vivo no Circo, registrado no Circo Voador, no Rio de Janeiro. Recebem naquele ano o Prêmio Sharp de Melhor Grupo Instrumental.[carece de fontes?]
Em 2005, com a formação original, o grupo apresentou-se no Canecão, no Rio de Janeiro. O show contou com a participação especial de Caetano Veloso, Daniela Mercury, Moraes Moreira, Davi Moraes, e o Coral dos Canarinhos de Petrópolis, além dos músicos Nicolas Krassik (violino), Nivaldo Ornelas (sax soprano), Marcos Nimrichter (acordeom e teclados), Jorge Helder (baixo acústico, violão, e baixolão), Jorginho Gomes (bateria e percussão), Marco Túlio (flauta), Francisco Gonçalves (oboé), Bernardo Bessler (violino), Marie Cristine (viola), e Marcio Mallard (cello).[carece de fontes?]
O espetáculo gerou o CD e DVD A Cor do Som Acústico, lançado no ano seguinte com produção musical de Sérgio de Carvalho. Em 2006, são contemplados com o Prêmio Tim de Melhor Grupo, na categoria "Canção Popular", por este disco.[carece de fontes?]
Em 2012, os álbuns A Cor do Som ao Vivo - Montreux International Jazz Festival e Frutificar foram relançados como parte da coleção Dose Dupla, da Warner.
Em 2017, a banda celebrou 40 anos de estrada com um novo lançamento de estúdio e uma turnê nacional com a formação original. O disco novo, produzido por Ricardo Feghali (que também atuou no piano, nas programações e nos arranjos), trouxe duas faixas inéditas (o resto são regravações) e participações de Gilberto Gil, Roupa Nova, 14 Bis, Natiruts, Lulu Santos, Skank, Djavan e Moska.
Em 2020, lançaram nas plataformas digitais o Álbum Rosa, um disco totalmente instrumental com oito regravações e duas inéditas. No ano seguinte, ele venceu o Grammy Latino de melhor álbum de rock ou música alternativa em língua portuguesa. A capa do disco, criada por Batman Zavareze a partir de dois trabalhos de Dadi e Mú, é um questionamento ao dogma de que azul é cor de homem e rosa é cor de mulher.

## Discografia
- 1977: A Cor do Som, Atlantic, LP.
- 1978: Ao vivo no Montreux International Jazz Festival, Atlantic, LP.
- 1979: Frutificar, Atlantic, LP.
- 1980: Transe Total, Atlantic, LP.
- 1981: Mudança de Estação, Elektra, LP.
- 1982: Magia Tropical, Elektra, LP.
- 1983: As quatro fases do amor, Elektra, LP.
- 1984: Intuição, Elektra, LP.
- 1985: O Som da Cor, Elektra, LP.
- 1986: Gosto do Prazer, RCA Victor, LP.
- 1996: A Cor do Som ao vivo no Circo, MoviePlay, CD.
- 2006: Acústico, Performance/Sony, CD e DVD
- 2018: 40 Anos, Boogie Woogie Music/Altafonte
- 2021: Álbum Rosa, Boogie Woogie Music/Altafonte